# 塔克維拉 (華盛頓州)

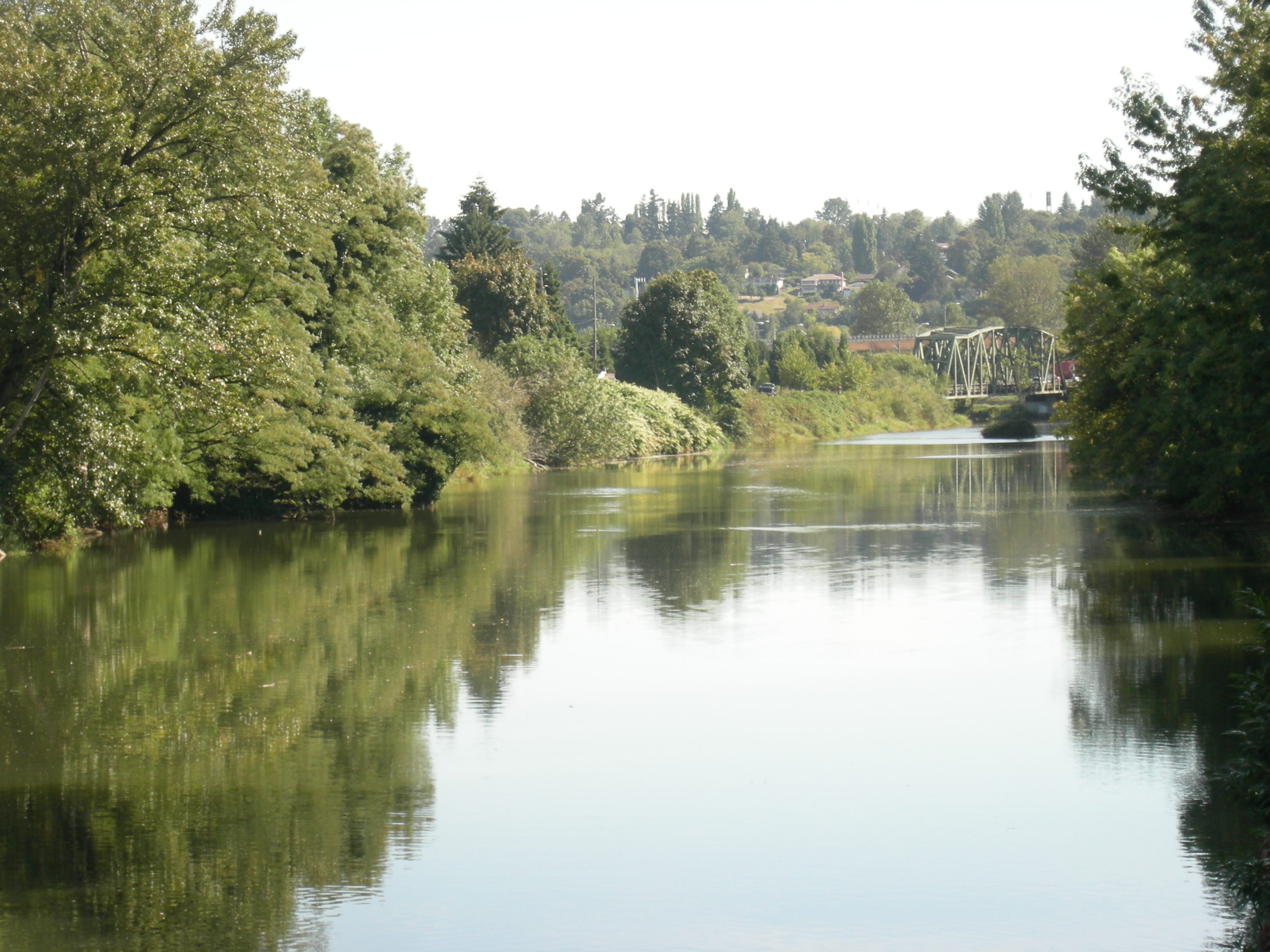
Duwamish河(2007)

塔克維拉（英語：Tukwila，發音： /tʌkˈwɪlə/ 美國字典發音： tŭk·wĭl′·ə），位於美國華盛頓州金郡，本市的北邊緊鄰西雅圖。2010年美國人口普查時人口為19,107人。

## 資料來源
1. ↑  . United States Census Bureau.   [2008-01-31].
2. ↑  . United States Geological Survey. 2007-10-25  [2008-01-31].
3. ↑  .   [30 November 2010]. （原始内容存档于2018-12-26）.

## 外部連結
- 塔克維拉官方網站
- 塔克維拉一百週年官方網站
- 塔克維拉旅遊網 （页面存档备份，存于）
- 塔克維拉－小小歷史
- 塔克維拉學區 （页面存档备份，存于）